# St. Marien-Hospital (Birkesdorf)
Das St. Marien-Hospital ist eines von vier Krankenhäusern in Düren. Es ist ein Krankenhaus mit 381 Betten im allgemeinen Bereich, 80 Betten in der Kinderklinik und 54 Betten in der geriatrischen Klinik.
Das Krankenhaus liegt im Stadtteil Birkesdorf. Träger ist die „Caritas Trägergesellschaft West gGmbH (ctw)“, die mehrere Einrichtungen betreibt.

## Geschichte
In der ehemaligen Kinderverwahrschule des Birkesdorfer Papierfabrikanten Wilhelm Schüll errichtete, nach Umbau, die Ordensgemeinschaft der Franziskanerinnen aus dem ostwestfälischen Salzkotten. Viele Anfragen kamen in das Haus der Gründerin des Ordens, Mutter Clara Pfänder. Sie hatte gerade acht Jahre zuvor die „Schwestern des heiligen Franziskus, Töchter der heiligen Herzen Jesu und Mariä“, ins Leben gerufen. Die seit 1868 im Krankenhaus tätigen Nonnen beendeten ihre Tätigkeit am 31. Mai 2008. Die letzten vier Schwestern kehrten ins Mutterhaus nach Salzkotten zurück.
Das umgebaute Haus konnte am 1. Oktober 1876 bezogen werden. Sofort bekam das Krankenhaus den noch heute gebräuchlichen Namen St. Marien-Hospital.
1898 übernahmen die Schwestern offiziell laut Vertrag mit der Gemeinde Birkesdorf die Trägerschaft des Hauses, welcher 1912 um 40 Jahre verlängert wurde. 1916 wurde dieser Vertrag wiederum auf nunmehr 94 Jahre verlängert.  Träger ist jetzt die Josefs-Gesellschaft.
Vor dem Zweiten Weltkrieg hatte das Krankenhaus 190 Betten. Nach dem kriegsbedingten Wiederaufbau, der sich bis 1958 hinzog, übereignete die Gemeinde das Krankenhaus den Schwestern.
Im Jahre 2004 hatte man folgende Fallzahlen: Stationäre Patienten: 14.030 (DRG-Fallzahl), teilstationäre Patienten: 232, ambulante Patienten: 34.977. Man beschäftigte unter anderem 71 Ärzte und 367 Pflegekräfte.
Seit Mai 2015 ist das Krankenhaus akademisches Lehrkrankenhaus der RWTH Aachen.

## Fernsehserie
Im Herbst 2006 drehte RTL für die Sendung „Die Kinderärzte von St. Marien“ in der Kinderklinik sowie der chirurgischen Ambulanz. Die Folgen wurden seit dem 23. April 2007 montags bis freitags von 11:30 bis 12:00 Uhr ausgestrahlt. 2008 drehte RTL insgesamt 50 Folgen der Doku-Soap. Die Dokumentarserie war erfolgreich. Von März 2008 bis 2009 wurde die Serie unter dem neuen Namen „Die Kinderärzte“ ausgestrahlt, in die auch die DRK-Kinderklinik Siegen mit eingebaut wurde.

## Erweiterungen
Es kam zu folgenden Baumaßnahmen:
- 1962 Neubau des Bettenhauses
- 1965 Bau des Schwesternwohnheimes
- 1972 Bau der Krankenpflegeschule mit Schülerinnenwohnheim
- 1973 Bau der Kinderklinik
- 1979 Behandlungstrakt mit neuen Operationsräumen, Ambulanzen und Eingangsbereich
- 1985 Sanierung des Bettenhauses durch Einbau von Nasszellen
- 1990 Neubau der Fachabteilung Geriatrie, der Erwachsenen-Intensivstation und der Küche
- 1997 Um- und Ausbau der Kinderklinik mit neuer Intensiv- und Frühgeborenenstation.
- 2004 Eröffnung der Abteilung für Kinder- und Jugendpsychiatrie und Psychotherapie
- 2005 Bau des Seniorenzentrums Düren
- 2007 Im April beginnt der Bau des neuen Medical Centers
- 2009 Eröffnung des Medical Centers mit zwei Privat-Stationen, HNO-Arzt, Augenarzt, Kinderärztin, Hörgeräteakustiker, Onkologischer Tagesklinik und Schlaflabor

## Abteilungen
- Anästhesie
- Augenheilkunde
- Chirurgie
- Geriatrie
- Gynäkologie und Geburtshilfe
- HNO-Heilkunde
- Innere Medizin
- Kinder- und Jugendpsychiatrie und Psychotherapie
- Kinder- und Jugendmedizin
- Pflegedienst
- Radiologie
- Sozialpädiatrie
- Unfallchirurgie